# Halichondria surrubicunda
Halichondria surrubicunda är en svampdjursart som beskrevs av Kazuo Hoshino 1981. Halichondria surrubicunda ingår i släktet Halichondria och familjen Halichondriidae. Inga underarter finns listade i Catalogue of Life.